# Charlton (Massachusetts)
Charlton – miasto w Stanach Zjednoczonych, w stanie Massachusetts, w hrabstwie Worcester.